# Peter Schöttel
Peter Schöttel (Vienna, 26 marzo 1967) è un allenatore di calcio ed ex calciatore austriaco, di ruolo difensore, tecnico del Grödig.

## Carriera

### Giocatore
Schöttel giocò tutta la carriera con due sole maglie: quella del Rapid Vienna e quella della Nazionale austriaca. Fu capitano dei bianco-verdi dal 1997 fino al suo ritiro e fu in campo nella finale di Coppa delle Coppe 1995-1996, persa davanti al Paris Saint-Germain. Vinse complessivamente 3 campionati, 2 coppe e 2 supercoppe d'Austria.
Con la Nazionale giocò dal 1988 al 2002, disputando i Mondiali di Italia 1990 e Francia 1998.

Schöttel con la nazionale austriaca al, tra i cecoslovacchi Moravčík e Kocian.

Nel 1999 i tifosi del Rapid Vienna lo hanno eletto 5º miglior giocatore del primo secolo di vita del club (Rapidler des Jahrhunderts) e lo hanno inserito nella formazione ideale del centenario. È stato l'unico giocatore ancora in attività al momento delle votazioni ad essere eletto tra i migliori di sempre del club.
Un ulteriore riconoscimento gli è stato tributato dal club, che nel 2011 ha ritirato la sua maglia numero 5.

### Allenatore
Dopo il ritiro dal calcio giocato, rimase in società come allenatore della squadra Amateure (2001-2002) e, quindi, come direttore sportivo, incarico che lascia nel 2006, dopo aver vinto anche un campionato (2004-2005). Diventa allenatore del Wiener Sportklub nel 2007, passa al First Vienna nel giugno del 2009, per approdare poi, nel dicembre dello stesso anno, alla guida del Wiener Neustadt in Bundesliga, con doppio ruolo di allenatore e direttore sportivo.
Nell'estate del 2011 diventa allenatore del Rapid Vienna. Rimane in carica per due anni sino a quando, il 16 aprile 2013, la squadra viene sconfitta ed eliminata nei quarti di finale di ÖFB-Cup dal Pasching, formazione di Regionalliga. La dirigenza del Rapid decide perciò di esonerare Schöttel, anche considerati i risultati poco brillanti in campionato.

## Palmarès

### Giocatore
- Campionato austriaco: 3

Rapid Vienna: 1986-1987, 1987-1988, 1995-1996
- Coppa d'Austria: 2

Rapid Vienna: 1986-1987, 1994-1995
- Supercoppa d'Austria: 2

Rapid Vienna: 1987, 1988